# فوستر ویکنر ویکو
فوستر ویکنر ویکو (به انگلیسی: Foster_Wikner_Wicko) یک هواگرد ملخ‌پیشین تک‌موتوره از نوع تک باله ساخت شرکت Foster Wikner Aircraft است. هواگرد فوستر ویکنر ویکو نخستین پروازش را در ۱۹۳۶ میلادی انجام داد. در مجموع، تعداد ۱۰ فروند از این هواگرد ساخته شده‌است.
طراح این هواگرد، Geoffrey N Wikner بود.